# Eviota toshiyuki
Eviota toshiyuki is een straalvinnige vissensoort uit de familie van de grondels (Gobiidae). De wetenschappelijke naam van de soort is voor het eerst geldig gepubliceerd in 2010 door Greenfield & Randall.